# Ada Raev
Ada Raev (geb. Ada Fischer; * 3. August 1955 in Berlin-Buch) ist eine deutsche Kunsthistorikerin.

## Leben und Wirken
Ada Raev studierte von 1974 bis 1979 Kunstgeschichte an der Historischen Fakultät der Lomonossow-Universität in Moskau und schloss mit dem Diplom ab. Ab 1979 war sie Wissenschaftliche Assistentin am Kunstgeschichtlichen Institut der Humboldt-Universität zu Berlin. 1982 wurde sie an der Lomonossow-Universität Moskau promoviert.
1999 habilitierte sie sich an der Humboldt-Universität zu Berlin und wurde Oberassistentin am Kunstgeschichtlichen Seminar. Sie hatte Vertretungsprofessuren für Kunstgeschichte an der Technischen Universität Dresden (2001/2002), an der Christian-Albrechts-Universität zu Kiel (2003/2004) und an der Humboldt-Universität zu Berlin (2005). 2006 war sie Gastprofessorin an der Hochschule für Bildende Künste Braunschweig. Von 2008 bis zu ihrem Ruhestand zum Ende des Jahres 2021 war sie Professorin für Slawische Kunst- und Kulturgeschichte an der Otto-Friedrich-Universität Bamberg. Von 2008 bis 2015 war sie Frauenbeauftragte der Universität Bamberg.
Ada Raev arbeitet an der Vorbereitung von Ausstellungen und Kongressen insbesondere zum Themenbereich Russland mit, hält Vorträge über russische Kunst auf wissenschaftlichen Konferenzen, an Universitäten und in Museen und schreibt Aufsätze zu diesem Themenbereich. Für die Kunst- und Ausstellungshalle der Bundesrepublik Deutschland fertigt sie Übersetzungen aus dem Russischen an. Seit 2014 ist sie mit Robert Born und Michaela Marek Herausgeberin der Reihe Das östliche Europa: Kunst- und Kulturgeschichte im Böhlau Verlag. Seit 2015 ist sie Mitglied des Beirats der Graduiertenschule für Ost- und Südosteuropastudien der Ludwig-Maximilians-Universität München und der Universität Regensburg.

## Schriften
- Russisch-deutsche Kunstbeziehungen an der Wende vom 19. zum 20. Jahrhundert. 1896–1906. Dissertation. Lomonossow-Universität, Moskau 1982.
- mit Katharina Sykora, Doris Noell-Rumpeltes, Annette Dorgerloh (Hrsg.): Die Neue Frau der Zwanziger Jahre – Herausforderung für die Bildmedien der Weimarer Republik. Jonas, Marburg 1994, ISBN 3-89445-157-2.
- Russische Künstlerinnen der Moderne (1870–1930). Historische Studien. Kunstkonzepte. Weiblichkeitsentwürfe. Habilitationsschrift. Humboldt-Universität zu Berlin 1999. Fink. München 2002, ISBN 3-7705-3699-1.
- mit Isabel Wünsche (Hrsg.): Kursschwankungen. Russische Kunst im Wertesystem der europäischen Moderne. Lukas, Berlin 2007, ISBN 978-3-86732-012-2.
- Beiträge in: Arina Kowner (Hrsg.): Passion Bild. Russische Kunst seit 1970. Die Sammlung Arina Kowner. Scheidegger & Spiess, Zürich 2010, ISBN 978-3-85881-199-8.